# Orange Marmalade
Orange Marmalade (en hangul, 오렌지 마말레이드; romanización revisada, Orenji mamalleideu), es una serie de televisión surcoreana romántica de fantasía emocional ambientado en un mundo donde vampiros y humanos coexisten juntos emitida del 15 de mayo hasta el 24 de junio de 2015 por KBS 2TV. La serie está basada en el webtoon homónimo escrito e ilustrado por Seok Woo.

## Argumento
Ambientado en un mundo de fantasía donde los humanos y los vampiros conviven, estos últimos han evolucionado y ya no dependen de la sangre humana como alimento. Aun así, son temidos y discriminados por la sociedad, haciendo que muchos de ellos oculten su verdadera naturaleza y tengan que vivir como ciudadanos "normales", o bien convertirse en marginados.
Baek Ma-ri, es una adolescente socialmente aislada que oculta su identidad de vampiro, trata de alejarse de las clásicas costumbres de consumir sangre humana y junto a su familia se mudan constantemente de barrio para evitar ser descubiertos. Finalmente Ma-ri está dispuesta a establecerse en su nueva ciudad y vivir tranquilamente ocultando su identidad, para poder graduarse de la escuela.
Pero las cosas cambian cuando un día besa accidentalmente el cuello del joven Jung Jae-min, el chico más popular de la escuela secundaria y el mejor alumno de la clase, quien además odia a los vampiros, pronto Jae-min se enamora de Ma-ri sin saber su verdadera identidad. 
Cuando el joven renegado vampiro Han Shi-hoo, un antiguo conocido de la infancia de Ma Ri se transfiere a la misma escuela, la verdadera identidad de Ma-ri y su relación con Jae-min comienzan a estar en peligro. Mientras que la estudiante Jo Ah-ra, por celos junto a su grupo de amigas comienzan a acosar a Ma-ri cuando descubre que Jae-min está enamorado de ella.
Por otro lado el Sistema de Control de Vampiros "VCS" comienza a involucrarse más y emite su máximo castigo, la "estocada" a aquellos vampiros que hayan usado sus habilidades prohibidas en público o contra los humanos.

## Reparto

### Personajes principales
| Actor                         | Personaje                                                 | Ocupación              | Nº de episodios |
| ----------------------------- | --------------------------------------------------------- | ---------------------- | --------------- |
| Yeo Jin-goo Song Wi-jun       | Jung Jae-min (de adulto) Jung Jae-min (de joven)          | Estudiante             | 12              |
| Kim Seol-hyun Han Seo-jin     | Baek Ma-ri (de adulta) Baek Ma-ri (de joven)              | Estudiante / Vampiresa | 12              |
| Lee Jong-hyun Kang Hang-byeol | Han Shi-hoo / Ki Jeong (de adulto) Han Shi-hoo (de joven) | Estudiante / Vampiro   | 12              |
| Gil Eun-hye                   | Jo Ah-ra                                                  | Estudiante             | 12              |

### Personajes secundarios

#### Familia
| Actor         | Personaje                 | Ocupación                                                    | Nº de episodios |
| ------------- | ------------------------- | ------------------------------------------------------------ | --------------- |
| Song Jong-ho  | Han Yoon Jae / Jae Hee    | Maestro / Vampiro                                            | 12              |
| Lee Il-hwa    | Kang Min Ha / Yang Pyong  | Madre de Jae-min / Profesora de Música                       | 12              |
| Ahn Kil-kang  | Baek Seung-hoon / Baek Yi | Padre de Ma-ri / Vampiro                                     | 12              |
| Yoon Ye-hee   | Song Sun-hwa / Song Nim   | Madre de Ma-ri / Barista / Vampiresa                         | 11              |
| Jo Yi Hyun    | Baek Joseph               | Hermano de Ma-ri / Vampiro                                   | 4               |
| Jo Min-ki     | Jung Byung-kwon           | Ministro de Defensa durante la Era Joseon / Padre de Jae-min | 3               |
| Jung Hae Kyun | Jo Jun Goo                | -                                                            | 1               |

#### Compañeros de clase
| Actor        | Personaje      | Ocupación                              | Nº de episodios |
| ------------ | -------------- | -------------------------------------- | --------------- |
| Oh Kyung Min | Choi Soo Ri    | Estudiante / Amiga de Ma-ri            | 5               |
| Lee Da Heen  | Ae Kyung       | Estudiante / Amiga de Ah-ra            | 5               |
| Park Gun Tae | Hwang Bum Sung | Estudiante / Mejor Amigo de Jae-min    | 4               |
| Kim Ji Ah    | Yoon Min Sun   | Estudiante                             | 4               |
| Lee Yoo      | -              | Estudiante / Amiga de Ah-ra y Ae Kyung | 5               |

#### Otros personajes
| Actor          | Personaje      | Ocupación                                       | Nº de episodios |
| -------------- | -------------- | ----------------------------------------------- | --------------- |
| Joo Ho         | -              | Profesor de Biología                            | 1               |
| Kim Sun Kyung  | Won Sang Goo   | Líder del Clan Wonsangu de Hwasawon / Vampiresa | 1               |
| Lim Seung Dae  | Shim Hyung Jun | Director de S Jon Entertainment                 | 1               |
| Kim Hak Jin    | Jo Joon Hyun   | Estudiante de Sungkyunkwan                      | 1               |
| Lim Sung Un    | -              | Maestra                                         | 1               |
| Park Sun Woo   | Kim Han Soo    | -                                               | 1               |
| Lee Jong Goo   | -              | -                                               | 1               |
| Yoo Soon Wong  | -              | -                                               | 1               |
| Choo Kyo Jin   | -              | -                                               | 1               |
| Son Sun Geun   | -              | -                                               | 1               |
| Kwon Hyuk Sang | -              | -                                               | 1               |
| Kim Jae Lok    | -              | -                                               | 1               |
| Sung Chan Ho   | -              | -                                               | 1               |
| Lee Yoo        | -              | -                                               | 1               |
| Byun Gun Woo   | -              | -                                               | 1               |
| Kim Kwang In   | -              | -                                               | 1               |
| Seo Byung Deok | -              | -                                               | 1               |
| Sung Hyun Joon | -              | -                                               | 1               |

## Episodios
La serie estuvo conformada por 3 temporadas, y en total se transmitieron un total de 12 episodios emitidos cada viernes a las 22:35 (KST). 
- La primera temporada estuvo conformada del episodio 1 al 4 en el presente.
- La segunda temporada estuvo conformada del episodio 5 al 9 en la Dinastía de Joseon.
- Y finalmente la tercera temporada estuvo conformada de los episodios 10 al 12 de nuevo en el presente.

## Premios y nominaciones
| Año  | Categoría      | Premio          | Nominado      | Resultado |
| ---- | -------------- | --------------- | ------------- | --------- |
| 2015 | Rookie Award   | KBS Drama Award | Yeo Jin-goo   | Ganó      |
| 2015 | Actriz Popular | KBS Drama Award | Kim Seol-hyun | Ganó      |

## Producción
La serie fue dirigida por Lee Hyeong-Min y Choi Sung Bum, contó con los productores Kim Jung Hwan, Kim Hyung Joon y Kim Kyung Won.
También contó con el guionista Moon So San. La webcómic "Orange Marmalade" de la cual estuvo basada la serie fue creada por Seok Woo y Moon So San.
La serie fue protagonizada por Yeo Jin-goo, Kim Seol-hyun de la banda AOA y Lee Jong Hyun de la banda CNBLUE.

## Audiencia
| Ep. #                     | Fecha de emisión          | TNmS Ratings              | AGB Nielsen               |                           |                           |                           |
| Temporada 1 (Era Moderna) | Temporada 1 (Era Moderna) | Temporada 1 (Era Moderna) | Temporada 1 (Era Moderna) | Temporada 1 (Era Moderna) | Temporada 1 (Era Moderna) | Temporada 1 (Era Moderna) |
| ------------------------- | ------------------------- | ------------------------- | ------------------------- | ------------------------- | ------------------------- | ------------------------- |
| 1                         | 15 de mayo de 2015        | 4.8%                      | 4.2%                      |                           |                           |                           |
| 2                         | 15 de mayo de 2015        | 3.7%                      | 3.3%                      |                           |                           |                           |
| 3                         | 22 de mayo de 2015        | 3.9%                      | 4.1%                      |                           |                           |                           |
| 4                         | 29 de mayo de 2015        | 3.6%                      | 3.3%                      |                           |                           |                           |
| Temporada 2 (Era Joseon)  |                           |                           |                           |                           |                           |                           |
| 5                         | 5 de junio de 2015        | 4.4%                      | 3.9%                      |                           |                           |                           |
| 6                         | 12 de junio de 2015       | 4.2%                      | 4.9%                      |                           |                           |                           |
| 7                         | 19 de junio de 2015       | 3.9%                      | 3.4%                      |                           |                           |                           |
| 8                         | 26 de junio de 2015       | 2.8%                      | 2.5%                      |                           |                           |                           |
| 9                         | 3 de julio de 2015        | 3.2℅                      | 2.8℅                      |                           |                           |                           |
| Temporada 3 (Era Moderna) |                           |                           |                           |                           |                           |                           |
| 10                        | 10 de julio de 2015       | 2.6%                      | 3.1%                      |                           |                           |                           |
| 11                        | 17 de julio de 2015       | 2.5%                      | 2.6%                      |                           |                           |                           |
| 12                        | 24 de julio de 2015       | 2.3%                      | 2.4%                      |                           |                           |                           |
| Promedio                  | Promedio                  | 3.5%                      | 3.4%                      |                           |                           |                           |